# Tectocepheidae
Tectocepheidae är en familj av kvalster. Enligt Catalogue of Life ingår Tectocepheidae i överfamiljen Tectocepheoidea, ordningen Sarcoptiformes, klassen spindeldjur, fylumet leddjur och riket djur, men enligt Dyntaxa är tillhörigheten istället ordningen kvalster, klassen spindeldjur, fylumet leddjur och riket djur. Enligt Catalogue of Life omfattar familjen Tectocepheidae 20 arter. 
Kladogram enligt Catalogue of Life och Dyntaxa:
| Tectocepheidae | \| \| Tectocepheus \| \| \| \| \| \| Tegeozetes \| \| \| \| |
|                | \| \| Tectocepheus \| \| \| \| \| \| Tegeozetes \| \| \| \| |
|                | Tegeocranellidae                                            |
|                |                                                             |
|                | Tectocepheus                                                |
|                |                                                             |
|                | Tegeozetes                                                  |
|                |                                                             |

|  | Tectocepheus |
|  |              |
|  | Tegeozetes   |
|  |              |